# Lufttanklager Preußisch Oldendorf
Das als Lufttanklager Preußisch Oldendorf bekannte ehemalige Militärgelände ist ein Industriegebiet in der ostwestfälischen Stadt Preußisch Oldendorf in Nordrhein-Westfalen. Es liegt östlich der niedersächsisch-westfälischen Landesgrenze unterhalb eines bewaldeten westlichen Nebengipfels des Linkenbergs.

## Militärische Nutzung

### Wehrmacht

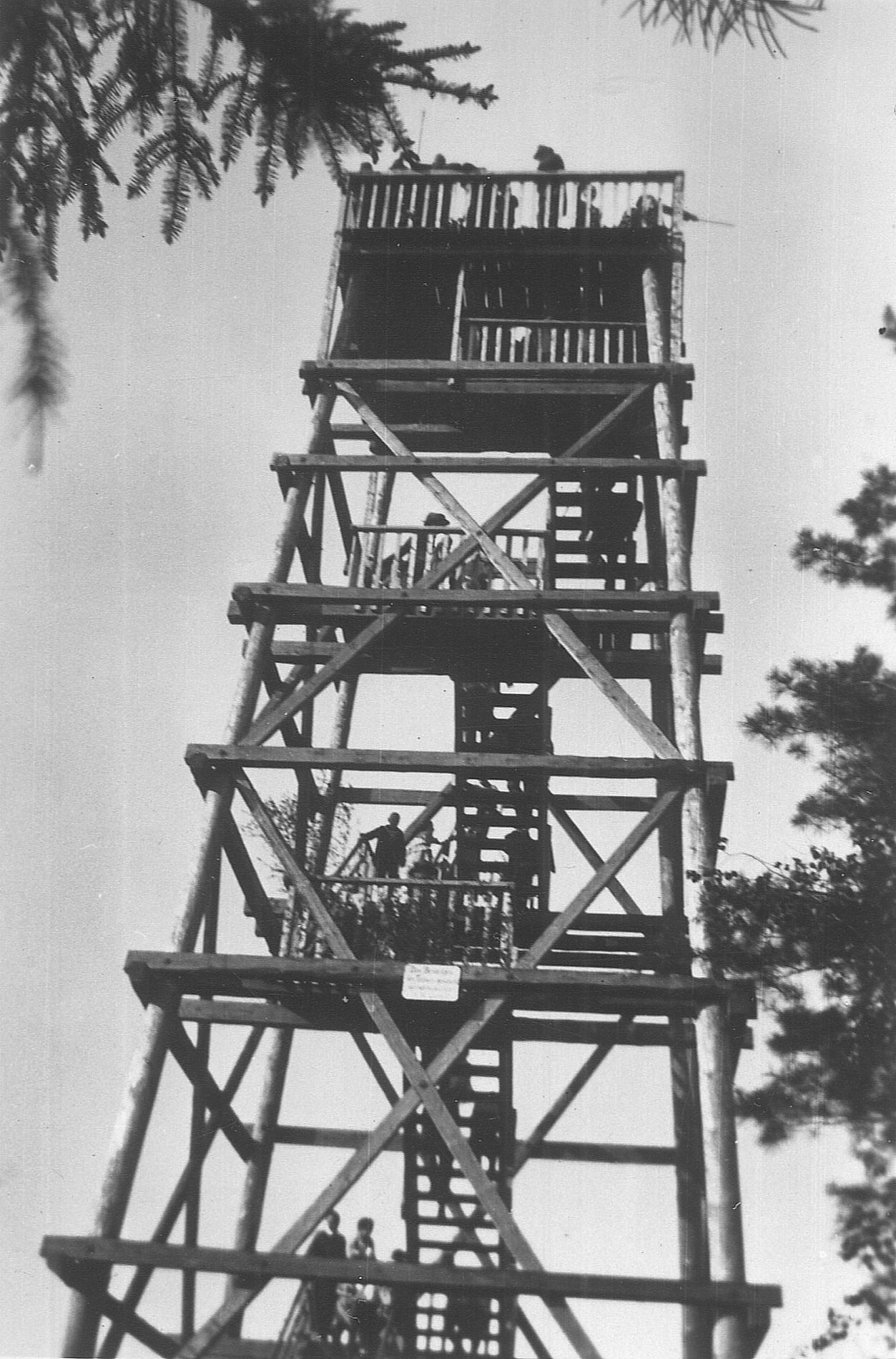
Beobachtungsturm (um 1937) auf dem Schwarzen Brink

Ende der 1930er Jahre begann der Bau des Lufttanklagers 2/VI im Wehrkreis VI (Münster) durch die WiFo für das Luftgaukommando VI. Das Tanklager soll jedoch bis zum Ende des Krieges nicht mehr in Betrieb gegangen sein. Über die Stichstrecke zur Bahnstrecke Bohmte–Holzhausen konnte das Lager mit von Loks der Baureihe WR 200 B 14 gezogenen Kesselwagen beliefert werden. Zwischen dem etwa zeitgleich errichteten Ölhafen bei Getmold am Mittellandkanal (etwa 5 km nördlich des Tanklagers) wurde eine Pipeline gebaut. Ob das Tanklager direkt oder indirekt fest für die Versorgung eines bestehenden oder geplanten Flugplatzes vorgesehen war, ist unklar. Der Vorgänger des heutigen Wiehenturms auf dem Schwarzen Brink diente als Beobachtungsturm. Im Gegensatz zum Lufttanklager selbst wurde der Beobachtungsposten durch Tiefflieger attackiert. Im April 1944 fiel durch solch einen Angriff ein Obergefreiter; im Gedenken ist auf dem Schwarzen Brink eine Stele errichtet.

### Britische Streitkräfte
Die Britische Rheinarmee besetzte das völlig intakte Lager im April 1945. Die Briten benutzten das Tanklager zunächst für eigene Zwecke. Anfang der 1950er Jahre gaben die Briten den Standort auf; die Betontanks wurden gesprengt.

### Bundeswehr
Nach Abzug der Briten nutzte die Bundeswehr das Gelände als Depot. Das dem I. Korps nachgeordnete Nachschubkommando 1 betrieb im ehemaligen Lufttanklager das Korpsdepot 155. Das Depot diente weiter der Lagerung von Kraftstoff in neu errichteten Tanks. In einem anderen Teil des ehemaligen Lagers wurde ein Mobilmachungsstützpunkt eingerichtet. In den Lagerhallen war Wehrmaterial für Geräteeinheiten des I. Korps und des Territorialkommandos Nord eingelagert. Folgende Dienststellen waren zumindest zeitweise am Standort beheimatet:
- Korpsdepot 155 (unterstellt Nachschubkommando 1, I. Korps)
- Jägerbataillon 76 (GerEinh) (unterstellt 7. Panzerdivision, I. Korps)
- Feldersatzbataillon 130 (GerEinh) (unterstellt Pionierkommando 1, I. Korps)
- 5. Kompanie PSV-Bataillon 800 (GerEinh) (Lautsprecherkompanie, unterstellt PSV-Bataillon 800, Territorialkommando Nord)
- 4. und 7. Kompanie Transportbataillon 170 (GerEinh) (unterstellt Nachschubkommando 1)
- 1. und 3. Kompanie Betriebsstofftransportbataillon 190 (GerEinh) (vormals 4./TrspBtl 170 und 7./TrspBtl 170)
- 2./Nachschubbataillon 120 (GerEinh)
- Stabskompanie Nachschubbataillon 150 (GerEinh)

## Zivile Nutzung
1998 wurde der Mob-Stützpunkt geschlossen; 1999 wurde die Aufgabe des gesamten Standortes beschlossen. Das Gelände wurde an die zivilen Behörden übergeben. Um eine Nachnutzung zu vereinfachen, wurden kleinere Teile im Westen des Geländes, die bisher auf niedersächsischem Staatsgebiet lagen, durch Gebietstausch Nordrhein-Westfalen zugeschlagen. Das Gebiet ist heute ein Industriegebiet. Beheimatet sind unter anderem ein Recyclingbetrieb und ein Verkehrsübungsplatz mit Kartbahn. Reste der Lagerhallen des Bundeswehrdepots sind noch vorhanden und werden zum Teil zivil weiter genutzt. Die Stichstrecke zur Bahnstrecke Bohmte Holzhausen ist weiter vorhanden. Die Strecke dient jedoch überwiegend nur der Personenbeförderung im Museumsbetrieb. Die Verkehrsgesellschaft Landkreis Osnabrück plant jedoch die Strecke so weit zu ertüchtigen, dass wieder ein Güterverkehr auf der Strecke möglich wird.